# François Pouillon
 (octobre 2021).
François Pouillon, né le 20 décembre 1943 à Marseille, est un anthropologue français, directeur d’études à l’École des hautes études en sciences sociales. Après des années d’enquêtes sur des sociétés pastorales d’Afrique du Nord et du Moyen-Orient, il porte ses recherches vers les représentations sociales appliquées à l’Islam méditerranéen.  
Il est le fils de l'architecte Fernand Pouillon (1912-1986). 

## Formation
Après sa scolarité à Aix-en-Provence puis des classes préparatoires littéraires à Marseille (lycée Thiers) et Paris (lycée Henry IV), ils poursuit ses études de philosophie à la Sorbonne (DES soutenu sous la direction de Suzanne Bachelard en 1967).   
Il cherche à sortir de la philosophie spéculative pour se tourner vers la pratique avec l’anthropologie. Il se porte alors vers Georges Balandier, qui accueille les chercheurs « marxistes » intéressés à l’enquête exotique. Il se tourne bientôt vers une anthropologie critique traitant des conditions historiques d’élaboration de la discipline.  

## Carrière universitaire
Après un séjour d’enseignement en Tunisie, il enquête dans les années 1970 sur le monde agro-pastoral de l'extrême-sud tunisien. Sollicité pour des expertises en Arabie Saoudite (1979-1981) et au Sénégal (ministère de la Coopération, 1985-1987), il anime à l’EHESS un séminaire sur l’anthropologie des sociétés pastorales.  
Retour à la perspective historique, il élargit son champ d’analyse avec des enquêtes sur l’élaboration des représentations, cela sur les dossiers les plus divers : représentations picturales (Étienne Dinet, émir Abdelkader) ou littéraires, monographies sur les auteurs (Léon l’Africain, Jacques Berque, Robert Montagne, Lucette Valensi), débats sur l’orientalisme avec une approche critique des travaux d’Edward Said. 
Recruté en 1971 à l’École pratique des hautes études (Vie section), bientôt EHESS, il y fera sa carrière d’abord sous l’autorité de Georges Balandier, puis en équipe avec Lucette Valensi dans le Centre d’histoire sociale de l’islam méditerranéen dont il assure à partir de 1993 la direction – aujourd’hui fondu dans l’Institut des mondes africains. Il est élu en 1997 comme directeur d’étude à l'EHESS sur une chaire d’anthropologie du monde arabe.  
En retraite depuis 2013, il publie plusieurs recueils d’articles et se risque à des analyses anthropologiques de nos sociétés.

## Principales publications
- (Dir.) L'anthropologie économique : courants et problèmes, Paris, Maspero, 1976.
- (Dir. avec Edmond Bernus) Dossier « Société pastorale et développement », Cahiers des sciences humaines (ORSTOM), 26 (1-2), 1990.
- Les deux vies d’Étienne Dinet, peintre en Islam : l’Algérie et l’héritage colonial, Paris, Balland, 1997.
- (Dir.) Dossier «Enquêtes dans la bibliographie de Jacques Berque», Revue des mondes musulmans et de la Méditerranée, 1997.
- (Dir. avec Daniel Rivet) La sociologie musulmane de Robert Montagne, Paris, Maisonneuve & Larose, 2000.
- (Dir.) Lucette Valensi à l’œuvre. Une histoire anthropologique de l’Islam méditerranéen, Paris, Bouchène, 2002.
- Abd el-Kader le magnanime (avec Bruno Étienne), Paris, Gallimard/Institut du monde arabe, 2003 (coll. Découvertes-Gallimard).
- (Dir.) Dictionnaire des orientalistes de langue française, Paris, IISMM-Karthala, 2008 ; 3e éd. augmentée 2012 .
- Éd. et présentation de émir Abd el-Kader & général Eugène Daumas, Dialogues sur l’hippologie arabe. Les chevaux du Sahara et les mœurs du désert, édition intégrale avec l’ensemble des correspondances échangées sur les chevaux, ainsi que la version arabe de textes utilisés (avec la coll. de Boutros Al-Maari), Arles, Actes Sud, 2008.
- (Dir.) Léon l’Africain, Paris, IISMM-Karthala, 2009.
- (Dir.) Dossier «Sexe et sexualités au Maghreb : essais d’ethnographies contemporaines», in L’Année du Maghreb, Paris, CNRS édition, 2010.
- (Dir. avec Jean-Claude Vatin) Après l’orientalisme : l’Orient construit par l’Orient, Paris, IISMM/Karthala, 2011 Ed. en anglais, After Orientalism. Critical Perspectives on Western Agency and Eastern Re-appropriations, Leiden, Brill, 2014.
- (Dir. avec Alban Bensa) Terrains d’écrivains. Littérature et ethnographie, Toulouse, Anacharsis, 2012.
- (Dir. avec Md Almoubaker), Pratiquer les sciences sociales au Maghreb. Textes pour Driss Mansouri, Fondation Abdul Aziz, Casablanca, 2014 – éd. électronique Centre Jacques Berque (Rabat).
- Anthropologie des petites choses, Lormont, Le Bord de l’Eau, 2015.
- Recueil de « mélanges » : L’orientalisme après la Querelle. Dans les pas de François Pouillon (Dir. Guy Barthèlemy, Dominique Casajus, Sylvette Larzul, Mercedes Volait), Paris, Karthala, 2016.
- Bédouins d’Arabie. Structures anthropologiques et mutations contemporaines, Paris, IISMM/Karthala, 2017.
- Berbères, Arabes, colonisation(s) : notes anthropologiques sur l’extrême-sud tunisien (avec Gianni Albergoni & Sonia Ben Meriem), IRMC, Tunis, 2018.
- Figures d’Abdelkader. La construction d’un héros national algérien, musée de La Piscine, Roubaix (catalogue d’exposition), 2019.
- Anthropologie des petites choses 2. Dérives autobiographiques, cinématographiques, ethnologiques, Lormond, Le Bord de l’eau, 2019.
- (Dir. en coll.), Sur la notion de culture populaire au Moyen-Orient : Approches franco-japonaises croisée, National Museum of Ethnology (Osaka), 2021.